# 安倍北夫
安倍 北夫（あべ きたお、1922年3月3日 - 2013年8月6日）は、日本の社会心理学者。東京外国語大学名誉教授。

## 経歴
青森県生まれ。旧制東京高等学校を経て、東京帝国大学文学部心理学科を卒業。東京外国語大学助教授、1964年教授。1985年定年退官、名誉教授。早稲田大学文学部教授、聖学院大学政治経済学部政治経済学科教授を経て1994年から1999年まで聖学院大学学長。地震・火事などに当たっての災害心理学を提唱した。2013年8月6日死去、91歳没。
1998年4月 勲三等旭日中綬章を受章

## 著書
- 『考えるテクニック アイディアを生む術』日本アイ・ビー・エム 1964 Thinkシリーズ
- 『全にっぽん人 その生活と意見』ダイヤモンド社 1965
- 『頭をよくする法』大泉書店 1967
- 『青少年の過保護型パーソナリティーの形成』東京都総務局青少年対策部計画課 1972
- 『イザというときどう逃げるか 防災の行動科学』日本損害保険協会 1973
- 『パニックの心理 群集の恐怖と狂気』1974 講談社現代新書
- 『入門群集心理学』大日本図書 1977 現代心理学ブックス
- 『「存じません」「忘れました」の理論』日本書籍 1979
- 『災害心理学序説 生と死をわけるもの』サイエンス社 1982 心理学叢書
- 『パニックの人間科学 防災と安全の危機管理』ブレーン出版 1986
- 『子どもの心との出会い』日本基督教団出版局 1987

## 共編著
- 『教育心理学』外林大作共編 誠信書房 1956 心理学叢書
- 『心のはたらき』瀬谷正敏共著 相良守次編 大日本図書 1968 心理学入門講座 新版
- 『都市災害の科学 市民のライフラインを守る』秋元律郎共編 1982 有斐閣選書
- 『教育心理学入門』古谷妙子共編著 ブレーン出版 1985

## 翻訳
- アレン・H.バートン『災害の行動科学』監訳 学陽書房 1974
- Gilbert F.White, J.Eugene Haas 編著『自然災害への挑戦 研究の現状と展望』中野尊正共監訳 ブレーン出版 1980

## 論文
- 「記憶痕跡変容の法則 上下」 『心理学研究』 第21巻 1号 - 2号 1951
- 「精神薄弱児における再生・再認の機制」 『児童心理と精神衛生』 第2巻 4号 1952
- 八重島健二と共著「痕跡安定化傾向の量的把握」 『千輪浩先生還暦記念論文集 最近心理学の諸問題』 東京大学・同記念事業委員会発行 1952
- 「記憶の発達」 『現代教育心理学大系 4. 人間における諸機能の発達』 中山書店 1958
- 「心理的価値の構造分析」 『千輪浩先生古稀記念 心理学論集』 誠信書房 1965
- 「都市青少年の適応」 『年報社会心理学』 第13号 1972
- 「群衆行動のメカニズム」「危機的場面の行動」 『講座社会心理学 2. 集団行動』 東京大学出版会 1978
- 「予知情報のアセスメント-”川崎直下型地震”予知について」 『東京外国語大学論集』 29 1978
- 「災害」 望月衛ほか編 『環境心理学』 朝倉書店 1979
- 「情報パニックの心理」 『言語生活』 第338号 1980
- 「災害時の避難行動に関するモデル実験」 『東京外国語大学論集』 30 1980
- 「災害時の社会的混乱-パニックの規定因」 『東京外国語大学80周年記念論集』 1981
- 「災害時の避難行動を決定する人間的要因の分析-デパートでの避難をモデルとして」 『東京外国語大学論集』 31 1981
- 「確率的判断とその熟成-降雨確率予報とそれへの対応」 『東京外国語大学論集』 32 1982
- 「警戒宣言の対応とパニックポテンシャル」 『年報社会心理学』 第24号 1983
- 「集団行動」 大橋正夫ほか編 『現代社会心理学』 朝倉書店 1984
- 「確率情報とそれへの対応-日本語表現と災害の生起確率」 『東京外国語大学論集』 33 1983
- 「危機対応とパーソナリティ-リスクテーキングとその主体的要因」 『東京外国語大学論集』 34 1984
- 「災害下位文化と警報伝達」 早稲田大学社会科学研究所 『社会科学討究』 31 1985
- "A psychological analysis of the evacuation behavior at the great Sakata fire",  International Journal of Mass Emergencies and Disaster, Vol. 3, No. 1,1985

## 参考
- デジタル版日本人名大事典